# Ghiacciaio Elder
Il ghiacciaio Elder è un ghiacciaio lungo circa 21 km situato nella parte nord-occidentale della Dipendenza di Ross, nell'Antartide orientale. Il ghiacciaio Elder, il cui punto più alto si trova a circa 2200 m s.l.m., si trova sulla costa di Borchgrevink, nella parte orientale dei monti della Vittoria, dove fluisce verso nord a partire dal versante nord-orientale del monte Lepanto, scorrendo tra la cresta Carter, a ovest, e la cresta Piore, a est, fino a unire il proprio flusso a quello del ghiacciaio Tucker.

## Storia
Il ghiacciaio Elder è stato mappato da membri dello United States Geological Survey (USGS) grazie a fotografie aeree scattate dalla marina militare statunitense nel periodo 1960-64, e così battezzato dal Comitato consultivo dei nomi antartici in onore di William C. Elder, un ingegnere topografico membro della squadra dell'USGS che effettuò rilevamenti in quest'area nella stagione 1961–62.